# 銀座煉瓦街

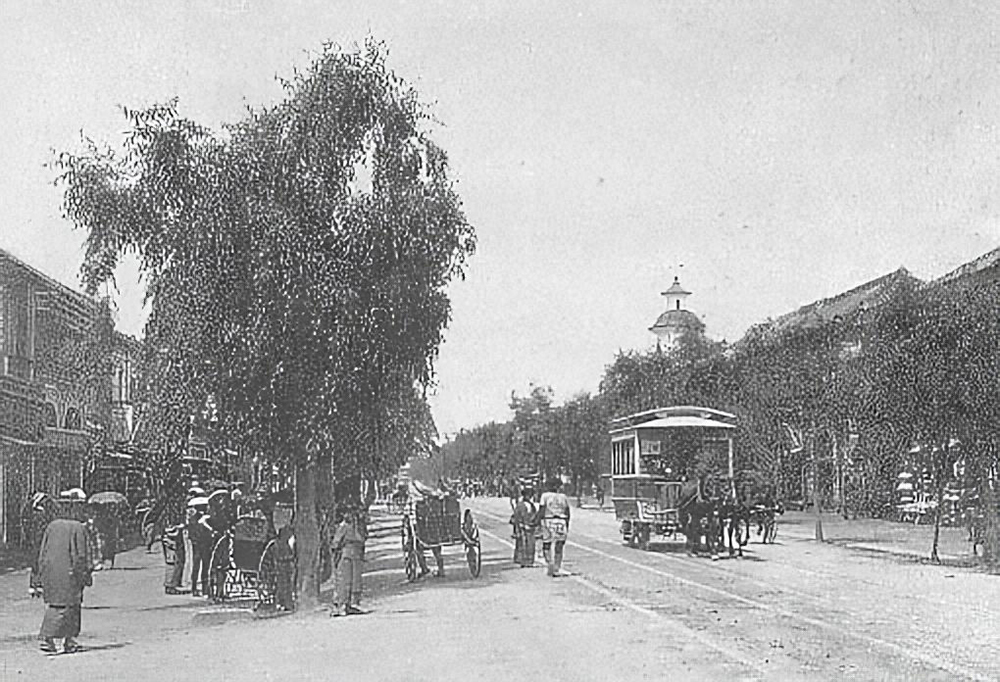
1880年代の銀座煉瓦街

銀座煉瓦街（ぎんざれんががい）は、1872年（明治5年）に東京で起きた銀座大火の後、都市の不燃化を目指して煉瓦造により造られた街並みである。関東大震災（大正関東地震）で壊滅した。

## 建設

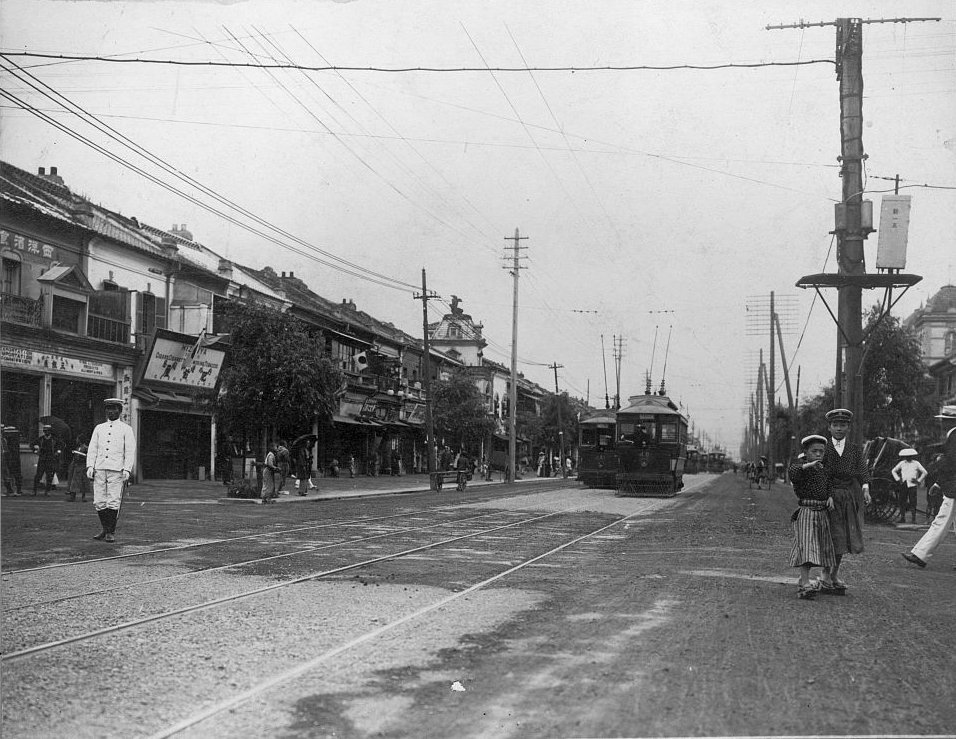
1905年頃の銀座煉瓦街

1872年（明治5年）2月、皇居和田倉門付近から出火し、銀座、築地一帯の約95ヘクタールを焼く大火「銀座大火」が発生する。焼失地域は当時の鉄道の起点で、東京の表玄関である新橋に近いこともあり、政府は当地を復興するに当たり西洋流の不燃都市の建設を目指した。同年3月には東京府により、焼失地域は道路を広げ、煉瓦家屋で再建するので、新築を差し控えるよう布告が出された。東京府は3月22日に、地券を発行して全焼失地域を買収し、区画整理を行った後、旧地主に旧値段で払い下げることを布告。地券を発行したが、土地評価の問題のため、買収は順調には進行しなかった。
事業は大蔵省の監督下で東京府が進める予定であったが、府知事由利公正が途中から岩倉使節団に加わることになったこともあり、大蔵省建設局（中心は大蔵卿代理の井上馨）を中心に進めることになった。建設方法は官営（大蔵省建設局が直営施工で建築し、希望者に払い下げる。また、建築主が費用を負担し、建設局に設計施工を依頼するケースもあった。）で、設計はお雇い外国人のウォートルスが担当した。また、自営（民間が自費で建てる）も認められた。
同年8月から着工し、1873年（明治6年）のうちには拡幅された大通り沿いに洋風2階建の街並みが出来上がった。ロンドンのリージェント・ストリートがモデルになったと言われている。
府は完成した第1次工事に関して建物の払い下げを開始したが、市民には金額が大きく、申込みは少なかった。このため、納入に猶予を認めることとしたが、この結果、建設資金の回収が不可能となった。第1次工事から除外された地域では煉瓦街は建築されず、道路と堀割等の工事に限定されることとなった。しかし、それも住民の反対に遭い、木挽町より東の工事は放棄された。最終的に1877年（明治10年）までかかって煉瓦街の計画は完了したとされた。
煉瓦街と言っても外壁は漆喰などで仕上げられたものが大部分で、赤煉瓦の街並みだった訳ではない。また、1階が煉瓦造、2階が木造という建物もあった。

## 発展
「煉瓦建の家屋に住むと、青ぶくれになって死んでしまう」という迷信もあり、当初は煉瓦造の建物が不評で、空き家が多かった。やがて新聞社や輸入品を扱う店など新しい商業が集まり、西洋文明の窓口になった。銀座は江戸時代以来の中心地、日本橋をしのぐ商業地として発展することになる。
大垣出身の平野豊次郎が煉瓦家屋入居第1号となり、1883年（明治16年）に平野茶店（銀座4丁目11番地 薬種商、現在の銀座三越の位置）を創業。文明の利器である電話を銀座で最初に取り付けたのも同店で、電話番号6番は民間第1号（1番から5番は官公庁）。木村屋パンは平野園と同住所。向い側は朝野新聞社であったが後に服部時計店となり、1895年（明治28年）に銀座の象徴となる時計台と望桜が造られた。はす向かいには鳩居堂が筆墨・香などを商っていた。

## 銀座煉瓦街の最期
当初の建物は次第に建て替えられたり、改修されたりしていったが、大正時代までは残っている建物が多かった。しかし、関東大震災で煉瓦造の建物は亀裂などの被害を受け、続いて起こった大火災により、小屋組・床などの木部を焼失、煉瓦壁だけが焼け残る状態となった。こうして銀座煉瓦街は姿を消した。平野園の前に植えられていた銀座で最古の街路樹、イチョウの樹も震災により焼失した。
銀座煉瓦街の建物、街並みの様子は江戸東京博物館の展示で知ることができる。
長い間、煉瓦街の遺構は全く残っていないとされていたが、工事現場から煉瓦壁の一部が見つかっており、これも江戸東京博物館に展示されている。また煉瓦街跡に建てられた飲食店「煉瓦亭」の内壁に、掘り出された当時の煉瓦が一部使われている。